# (210983) Wadeparker
(210983) Wadeparker est un astéroïde de la ceinture principale.

## Description
(210983) Wadeparker est un astéroïde de la ceinture principale. Il fut découvert le 11 novembre 2001 à l'observatoire d'Apache Point par le programme Sloan Digital Sky Survey. Il présente une orbite caractérisée par un demi-grand axe de 3,08 UA, une excentricité de 0,06 et une inclinaison de 15,3° par rapport à l'écliptique.

## Compléments